# Zack Allan
Zack Allan é um personagem fictício do universo da série de televisão de ficção científica Babylon 5, interpretado por Jeff Conaway. Ele apareceu regularmente na série a partir da segunda temporada. Durante a segunda e terceira temporadas ele foi um oficial na segurança de Babylon 5. Na quarta temporada, ele foi promovido a Chefe de Segurança e manteve a posição até o final da série.

## Descrição do personagem

### Personalidade
A história de Zack Allan jamais foi explicada em detalhe durante a série. Ele conheceu e trabalhou com o Chefe de Segurança Michael Garibaldi durante o período entre a Guerra Terra-Minbari e a inauguração da estação. Em determinado momento, Allan agradece Garibaldi por "ter se arriscado por ele", apesar de seus problemas pessoais anteriores.
Como se revela posteriormente, esses problemas estavam relacionados ao abuso de drogas e de álcool, que fez com que ele fosse repetidamente demitido de diversos empregos. Porém, quando Zack foi contratado para trabalhar em Babylon 5, ele já tinha superado seu vício e se mostrou um excelente oficial de segurança. O próprio Garibaldi também teve a mesma chance, por problemas similares, dada pelo seu antigo comandante e amigo Jeffrey Sinclair.
Durante a série, Zack se revelou ser uma pessoa honesta e confiável, um habilidoso lutador à mão-livre e um piloto treinado do caça Starfury, além de um azarado em situações românticas (tomando um fora bem rápido, ainda que sem culpa, de Lyta Alexander). Ele também é mostrado como sendo um intelectual, afeito aos livros e de raciocínio rápido, mas também "esperto" e perspicaz na malandragem das ruas, principalmente ao lidar com os humanos e alienígenas da estação. Por fim, ele também é, ao menos aparentemente, religioso, afirmando uma crença no céu.

### Vigilantes da Noite
Por pouco tempo, nas temporadas dois e três, Allan foi um membro dos Vigilantes da Noite, uma força para-policial criada pelo presidente da Aliança Terrestre Morgan Clark para expor e prender os "traidores da Terra". Inocentemente, Zack se juntou ao grupo pelo bônus que eles pagavam, sem prestar atenção às visões políticas de natureza fascista do grupo. Porém, ele percebeu a realidade por trás da organização quando um lojista, acusado de sedição por criticar publicamente a administração Clark, foi fisicamente arrastado de sua loja e aprisionado pelos oficiais dos Vigilantes. Após a experiência, Zack concordou em ajudar o grupo de comando da estação, eventualmente tendo um papel crítico ao liderar o grosso do contingente dos Vigilantes para uma armadilha, capturando-os.

### Chefe de Segurança
Allan foi o segundo auxiliar do Chefe de Segunrança Michael Garibaldi entre 2259 e 2261, logo após o chefe anterior, Jack, ter atirado e quase matado Garibaldi no final da primeira temporada. Logo após a renuncia de Garibaldi na quarta temporada, Allan foi apontado para tomar seu lugar. Ele manteve a posição por muitos anos e, à exceção de um breve período na Terra, ele permaneceu lá até a estação ser desativada em 2281. Por conta disso, ele foi o único a não receber o convite para a despedida de Sheridan. Ainda assim, Zack ainda se encontraria com o antigo capitão uma última vez quando ele o acompanhou em sua última passagem pela estação antes da demolição.
Nesta ocasião, ele já demonstrava estar mancando visivelmente, o que nunca foi explicado na série. No comentário do episódio em DVD, o criador da série, J. Michael Straczynski, explica que Zack se envolveu em uma ação heróica e perdeu sua perna. E, mantendo-se fiel à sua personalidade, sugeriu-se que a versão prostética que lhe foi dada nunca serviu corretamente. Adiante no episódio, após a destruição da já envelhecida estação e a influência dos Drakh em Centauri Prime foi exposta e eliminada, Zack se juntou aos Rangers e se tornou um assistente do imperador centauri Vir Cotto e, presumivelmente, o oficial de relacionamento entre ele e a Aliança Interestelar.